# Disticta
Disticta là một chi bướm đêm thuộc họ Erebidae.